# 路元升 (乾隆進士)
路元升（?—?），贵州畢節人，清朝政治人物，同進士出身。

## 生平
雍正四年（1726年）丙午科鄉試第一（解元），乾隆元年（1736年）丙辰科進士，三甲一百七十一名，官福建上杭縣知縣。曾纂修《毕节县志》。